# Opius pseudonapomyzae
Opius pseudonapomyzae är en stekelart som beskrevs av Fischer 2005. Opius pseudonapomyzae ingår i släktet Opius och familjen bracksteklar. Inga underarter finns listade i Catalogue of Life.